# Borgin

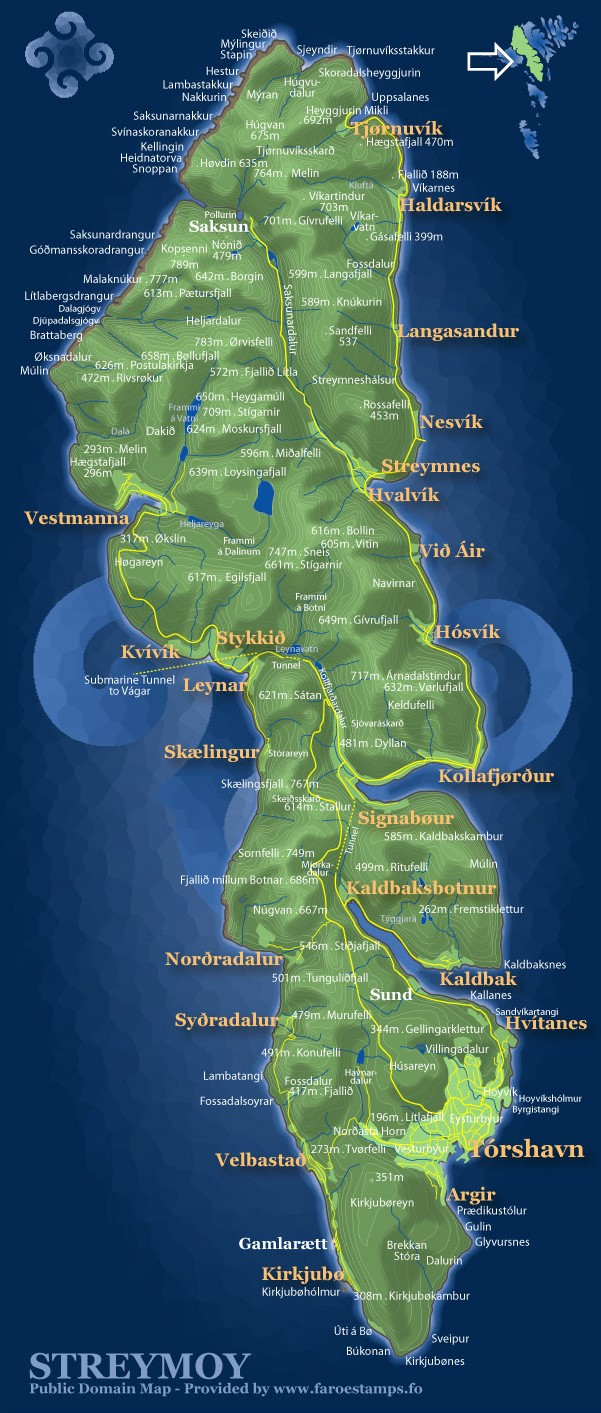
Detaljerad karta över Streymoy med Borgin utmärkt.

Borgin är ett berg på ön Streymoy i Färöarna. Berget har en högsta topp på 642 meter.